# Mallorca Open 2019 - Qualificazioni singolare
Le qualificazioni del singolare del Mallorca Open 2019 sono state un torneo di tennis preliminare per accedere alla fase finale della manifestazione. Le vincitrici dell'ultimo turno sono entrate di diritto nel tabellone principale. In caso di ritiro di una o più giocatrici aventi diritto a queste sono subentrate le lucky loser, ossia le giocatrici che hanno perso nell'ultimo turno ma che avevano una classifica più alta rispetto alle altre partecipanti che avevano comunque perso nel turno finale.

## Teste di serie
1. Sara Sorribes Tormo (qualificata)
2. Aleksandra Krunić (ritirata, ancora impegnata a 's-Hertogenbosch)
3. Mona Barthel (primo turno)
4. Aliona Bolsova (ultimo turno)
5. Jil Teichmann (ultimo turno)
6. Fiona Ferro (ultimo turno)

1. Christina McHale (primo turno)
2. Ysaline Bonaventure (qualificata)
3. Kaja Juvan (qualificata)
4. Varvara Lepchenko (qualificata)
5. Priscilla Hon (primo turno)
6. Arantxa Rus (primo turno)

## Qualificate
1. Sara Sorribes Tormo
2. Varvara Lepchenko
3. Kaja Juvan

1. Tereza Martincová
2. Ysaline Bonaventure
3. Shelby Rogers

## Tabellone

### Legenda
| - Q = Qualificato - WC = Wild card - LL = Lucky loser | - ALT = Alternate - SE = Special Exempt - PR = Protected Ranking | - w/o = Walkover - r = Ritirato - d = Squalificato |

### Sezione 1
|  | Primo turno | Primo turno         | Primo turno | Primo turno | Primo turno |  |  | Ultimo turno | Ultimo turno        | Ultimo turno        | Ultimo turno | Ultimo turno |  |
|  |             |                     |             |             |             |  |  |              |                     |                     |              |              |  |
|  | 1           | Sara Sorribes Tormo | 6           | 1           | 6           |  |  |              |                     |                     |              |              |  |
|  |             | Antonia Lottner     | 2           | 6           | 1           |  |  | 1            | Sara Sorribes Tormo | Sara Sorribes Tormo | 6            | 6            |  |
|  |             | Johanna Larsson     | 4           | 6           | 6           |  |  |              | Johanna Larsson     | Johanna Larsson     | 1            | 0            |  |
|  | 11          | Priscilla Hon       | 6           | 3           | 4           |  |  |              |                     |                     |              |              |  |

### Sezione 2
|  | Primo turno | Primo turno       | Primo turno     | Primo turno | Primo turno |  |  | Ultimo turno | Ultimo turno      | Ultimo turno | Ultimo turno | Ultimo turno |  |
|  |             |                   |                 |             |             |  |  |              |                   |              |              |              |  |
|  | Alt         | Kurumi Nara       | Kurumi Nara     | 6           | 7           |  |  |              |                   |              |              |              |  |
|  | WC          | Rosa Vicens Mas   | Rosa Vicens Mas | 3           | 5           |  |  | Alt          | Kurumi Nara       | 4            | 6            | 0            |  |
|  |             | Irina Bara        | 6               | 1           | 2           |  |  | 10           | Varvara Lepchenko | 6            | 2            | 6            |  |
|  | 10          | Varvara Lepchenko | 2               | 6           | 6           |  |  |              |                   |              |              |              |  |

### Sezione 3
|  | Primo turno | Primo turno    | Primo turno  | Primo turno | Primo turno |  |  | Ultimo turno | Ultimo turno   | Ultimo turno | Ultimo turno | Ultimo turno |  |
|  |             |                |              |             |             |  |  |              |                |              |              |              |  |
|  | 3           | Mona Barthel   | 2            | 7           | 2           |  |  |              |                |              |              |              |  |
|  | WC          | Sabine Lisicki | 6            | 62          | 6           |  |  | WC           | Sabine Lisicki | 7            | 4            | 4            |  |
|  |             | Greet Minnen   | Greet Minnen | 1           | 5           |  |  | 9            | Kaja Juvan     | 5            | 6            | 6            |  |
|  | 9           | Kaja Juvan     | Kaja Juvan   | 6           | 7           |  |  |              |                |              |              |              |  |

### Sezione 4
|  | Primo turno | Primo turno       | Primo turno       | Primo turno | Primo turno |  |  | Ultimo turno | Ultimo turno      | Ultimo turno | Ultimo turno | Ultimo turno |  |
|  |             |                   |                   |             |             |  |  |              |                   |              |              |              |  |
|  | 4/WC        | Aliona Bolsova    | Aliona Bolsova    | 7           | 6           |  |  |              |                   |              |              |              |  |
|  |             | Han Xinyun        | Han Xinyun        | 65          | 3           |  |  | 4/WC         | Aliona Bolsova    | 7            | 4            | 3            |  |
|  |             | Tereza Martincová | Tereza Martincová | 6           | 7           |  |  |              | Tereza Martincová | 67           | 6            | 6            |  |
|  | 7           | Christina McHale  | Christina McHale  | 2           | 5           |  |  |              |                   |              |              |              |  |

### Sezione 5
|  | Primo turno | Primo turno         | Primo turno   | Primo turno | Primo turno |  |  | Ultimo turno | Ultimo turno        | Ultimo turno        | Ultimo turno | Ultimo turno |  |
|  |             |                     |               |             |             |  |  |              |                     |                     |              |              |  |
|  | 5           | Jil Teichmann       | Jil Teichmann | 6           | 7           |  |  |              |                     |                     |              |              |  |
|  |             | Fanny Stollár       | Fanny Stollár | 3           | 65          |  |  | 5            | Jil Teichmann       | Jil Teichmann       | 3            | 3            |  |
|  | WC          | Mira Antonitsch     | 4             | 6           | 64          |  |  | 8            | Ysaline Bonaventure | Ysaline Bonaventure | 6            | 6            |  |
|  | 8           | Ysaline Bonaventure | 6             | 4           | 7           |  |  |              |                     |                     |              |              |  |

### Sezione 6
|  | Primo turno | Primo turno           | Primo turno           | Primo turno | Primo turno |  |  | Ultimo turno | Ultimo turno  | Ultimo turno | Ultimo turno | Ultimo turno |  |
|  |             |                       |                       |             |             |  |  |              |               |              |              |              |  |
|  | 6           | Fiona Ferro           | Fiona Ferro           | 6           | 6           |  |  |              |               |              |              |              |  |
|  |             | Georgina García Pérez | Georgina García Pérez | 2           | 2           |  |  | 6            | Fiona Ferro   | 6            | 6(1)         | 3            |  |
|  | PR          | Shelby Rogers         | 65                    | 6           | 6           |  |  | PR           | Shelby Rogers | 1            | 7            | 6            |  |
|  | 12          | Arantxa Rus           | 7                     | 4           | 4           |  |  |              |               |              |              |              |  |